# 上田市立塩田中学校
上田市立塩田中学校（うえだしりつしおだちゅうがっこう）は長野県上田市に所在する公立中学校。

## 概要
2006年3月の丸子町・真田町・武石村との市町村合併前の旧上田市内では唯一の「第○」のつかない中学校であった。学区は上田市立東塩田小学校・上田市立中塩田小学校・上田市立塩田西小学校。また、2008年から2009年まで、校舎改築事業が行われた。2009年には野球部が県大会へ出場した。
いろんな部活が県大会に出場している。

## 歴史
- 1947年 - 学制改革の第1段階（6・3制）実施により村立東塩田・村立中塩田・村立西塩田・村立富士山・村立別所の5小学校に併設中学校が設置される。
- 1949年 - 村立東塩田中学校・村立富士山中学校が統合されて新生（東塩田村・富士山村組合立→東塩田村立）東塩田中学校発足。同じ年に統合した東塩田小学校が旧東塩田小中学校校地を使用したため旧富士山小中学校校地を校地と定めた。
- 1956年 - 東塩田村・中塩田村・西塩田村・別所村の4村合体町制施行により小県郡塩田町発足。3併設中学校と1中学校が塩田町立となる。
- 1958年 - 現在地に建設されていた統合中学校校舎が完成。これにより中塩田・西塩田・別所の3併設中学校と東塩田中学校が合併して町立塩田中学校発足。
- 1970年 - 塩田町が上田市に編入される。上田市立塩田中学校と改称。
- 1996年 - 別所小学校・西塩田小学校が統合して塩田西小学校発足も学区は不変。

## 著名な卒業生
- 藤井彰　歯学者・薬理学者、日本大学名誉教授
- 小林淳一　工学者、長野大学学長
- 黒坂黒太郎　コカリナ奏者、作曲家、シンガーソングライター
- 加藤学　元衆議院議員
- 小出真保　お笑い芸人
- 塩原桜　フリーアナウンサー
- リュウ・ヌグラハ　元プロサッカー選手